# フロランス・ドゥヴアール
フロランス・ドゥヴアール（Florence Devouard、1968年9月10日 - ）は、ウィキメディア財団の元理事長。2004年7月にウィキメディア財団の理事に選出され、2006年10月から任期満了の2008年6月までの期間理事長を務めた。
フランスのヴェルサイユ出身で、グルノーブルで育った。他にもいくつかのフランスの都市やベルギーのアントウェルペン、アメリカのアリゾナ州で生活した。現在はフランスのクレルモン＝フェラン近郊に居住し、既婚で3人の子供がいる。
ドゥヴアールは国立高等農学院(ENSAIA)で農業経営学を学んだエンジニアである。ロレーヌ政治学院(INPL)の遺伝学とバイオテクノロジーに関する普通教育課程(DEA)の学位を持っている。
2つのパブリックリサーチに従事している。一つが観花植物の遺伝子の向上で、もう一つが微生物学において土壌汚染のバイオレメディエーションの実現可能性の研究である。持続可能な農業の分野における意志決定ツールをデザインするフランスの会社に最近まで雇用されていた。